# Osterseen

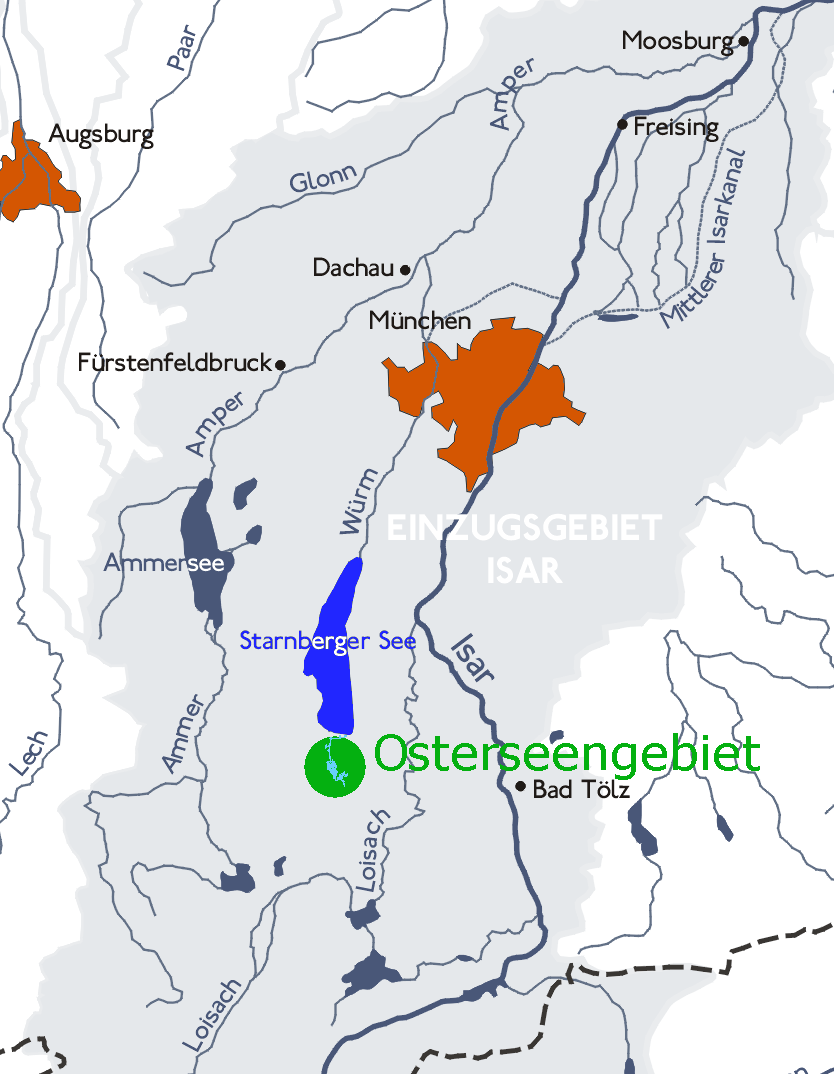
Die Lage der Osterseen im Flusssystem von Loisach und Ammer/Amper (Einzugsgebiet der Isar)

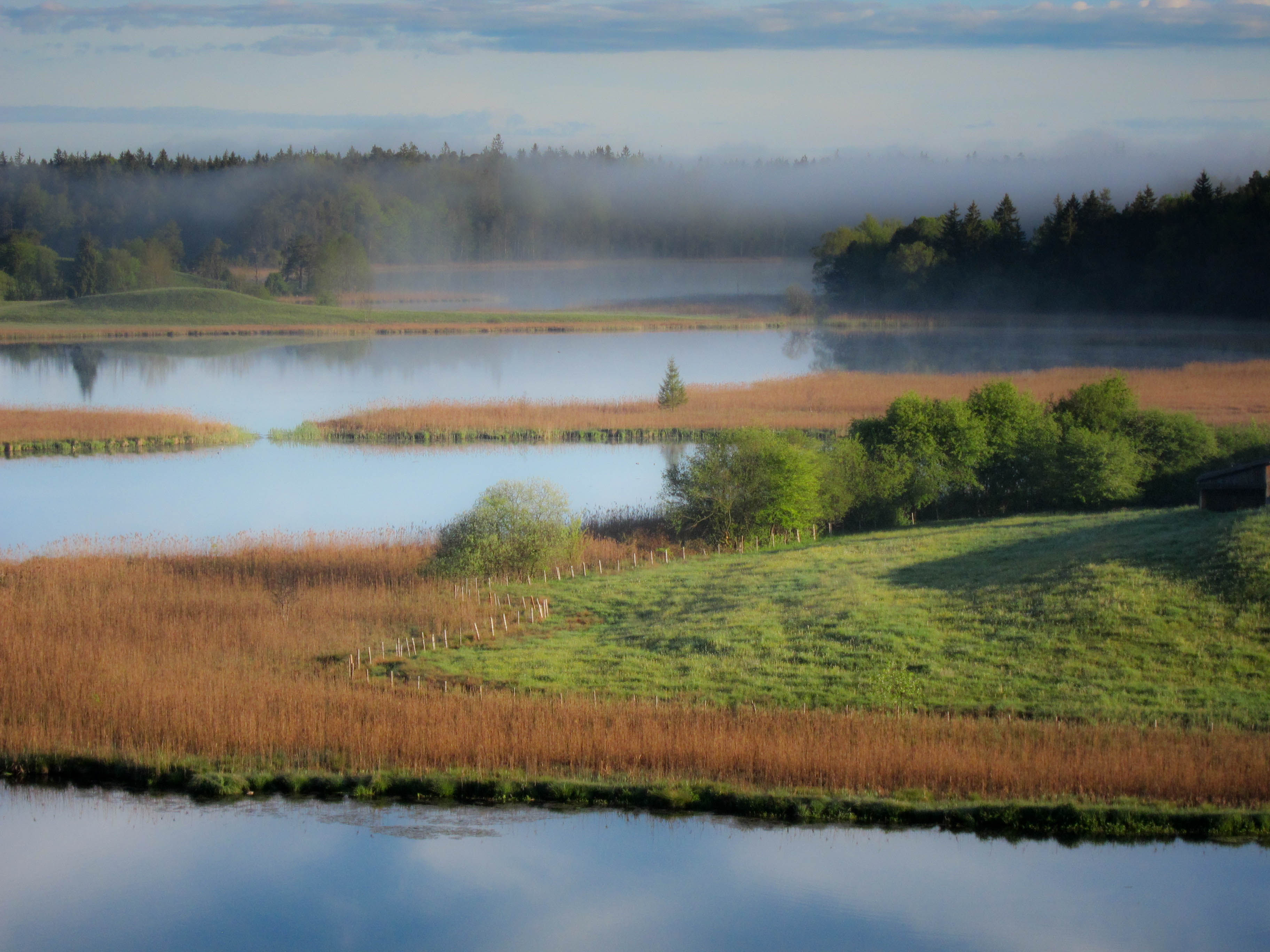
Naturschutzgebiet Osterseen, Waschsee, Schiffhüttensee und Sengsee

Die Osterseen sind eine Gruppe von Gewässern südlich des Starnberger Sees im Landkreis Weilheim-Schongau in Oberbayern. Die südlichen und mittleren Osterseen mit dem Großen Ostersee gehören zur Gemeinde Iffeldorf, die nördlichen Osterseen ab dem Stechsee sowie der Frechensee zur Gemeinde Seeshaupt. Iffeldorf liegt rund fünf Straßenkilometer nordwestlich von Penzberg, 20 km südöstlich der Kreisstadt Weilheim und 50 km südsüdwestlich des Stadtzentrums von München.
Die 20 größeren Einzelseen haben eine Gesamtfläche von rund 225 Hektar und eine mittlere Tiefe von gut neun Metern. Nicht mitgerechnet werden hier der Kleine Gröbensee sowie etwa 15 unbenannte kleinere Seen mit jeweils nur wenigen Hundert Quadratmetern Fläche, von denen sieben schon stark verlandet sind.
Die Osterseen und die westlich angrenzende Verlandungszone liegen im Landschaftsschutzgebiet „Schutz der Osterseen und ihrer Umgebung in den Gemeinden Frauenrain, Iffeldorf und Seeshaupt“. Diesen Schutzstatus erhielt das Gebiet bereits 1955.
Seit 1981 besteht außerdem das Naturschutzgebiet Osterseen mit einer Fläche von 1.083 ha. Davon entfällt etwa ein Drittel auf die Oberflächen der Gewässer, 494 ha sind Hoch-, Nieder- und Zwischenmoore, 172 ha bestehen aus naturnahem Mischwald. Rund fünf Prozent der Osterseenlandschaft setzen sich aus Uferregionen, Verlandungsgebieten und Wiesen zusammen. Das Naturschutzgebiet gliedert sich in drei Teile, die durch die Bahnlinie der Kochelseebahn und die Staatsstraße 2063 voneinander getrennt sind: Südliche Osterseen, Nördliche Osterseen und Frechensee. Im Mai 1997 wurden die Osterseen als SPA- (europäisches Vogelschutzgebiet) und FFH-Gebiet nach der Fauna-Flora-Habitat-Richtlinie nach Brüssel gemeldet. Das Gebiet gilt neben der Eggstätt-Hemhofer Seenplatte und den Seeoner Seen als größte und strukturreichste Eiszerfallslandschaft des bayerischen Alpenvorlandes. Der Komplex aus moorigen und nährstoffarmen Seen, Nieder-, Übergangs- und Hochmooren neben Moor- und Bruchwäldern mit seiner außerordentlichen Vielfalt an Arten in den vernetzten Habitaten, Biotopen und ökologischen Nischen hat für die naturwissenschaftliche Grundlagenforschung europaweite Bedeutung.
Die Schönheit dieser Landschaft hat immer wieder Künstler angezogen. Besonders der Maler Georg Schrimpf, ein Hauptvertreter der Kunstrichtung Neue Sachlichkeit, schuf in den 1930er Jahren mehrere Ölgemälde der Osterseen.

## Geotop
Das Osterseengebiet ist vom Bayerischen Landesamt für Umwelt (LfU) als geowissenschaftlich besonders wertvolles Geotop (Geotop-Nummer: 190R035) ausgewiesen. Es wurde auch 2006 vom LfU mit dem offiziellen Gütesiegel Bayerns schönste Geotope ausgezeichnet.
Das Geotop wurde in die Liste der 77 ausgezeichneten Nationalen Geotope Deutschlands aufgenommen.

## Etymologie
Den Namen hat die gesamte Seengruppe vom größten und östlichsten Einzelsee der eigentlichen Osterseegruppe, dem Großen Ostersee, dessen Bezeichnung auf das althochdeutsche Adjektiv ōstar, das „östlich“, „im Osten (befindlich)“ oder „nach Osten“ bedeutet, zurückzuführen ist.

## Geschichte
Die Gegend war lange Zeit nur dünn besiedelt und taugte wegen der sumpfigen Beschaffenheit nur bedingt zur Jagd oder zum Fischfang, noch weniger zur Landwirtschaft, weshalb sie von Eingriffen des Menschen bis zum Ende des 19. Jahrhunderts weitgehend verschont blieb. Nach 1861 ließ der Münchner Industrielle Joseph Anton von Maffei, der zuvor die drei Staltacher Höfe kaufte, zwei Durchstiche anlegen: von den Staltacher Seen zum Fohnsee und vom Fohnsee zum Ostersee. Dadurch ergab sich eine Wasserverbindung über den Starnberger See und die Würm bis nach München, wohin er den in Iffeldorf gestochenen Torf verschiffen wollte. Aufgrund der Errichtung der Eisenbahnlinie kam es jedoch nie dazu. Es gab nur wenige kleine Ansiedlungen in der unmittelbaren Umgebung, und diese orientierten sich in ihrer Landnutzung eher weg von den Seen. Bereits 1955 wurde die Gegend zunächst als Landschaftsschutzgebiet ausgewiesen. Mit der zunehmenden Industrialisierung der Landwirtschaft, die einen wachsenden Einsatz von Kunstdünger auch in der näheren Umgebung der Seen mit sich brachte, begann sich das Nährstoffangebot in den Seen zu vermehren und die Wasserqualität nahm zusehends ab. Doch erst durch die Eröffnung eines Campingplatzes mit heute 40 Durchgangs- und 98 Jahresstellplätzen am Fohnsee und die zunehmende Mobilität der Menschen, die einen enormen Zulauf an Badegästen aus umliegenden Orten und der Großstadt München mit sich brachte (bis zu 10.000 Menschen an Spitzentagen) geriet das Seengebiet ab den 1970er-Jahren an den Rand des ökologischen Zusammenbruchs. Dies konnte verhindert werden, indem auf Betreiben der Gemeinde Iffeldorf 1981 dem Areal um die Seen der Status eines Naturschutzgebietes verliehen wurde, verbunden mit einem Wegegebot und strenger Reglementierung zulässiger Badestellen, die am Süd- und Ostufer des Fohnsees und am südlichsten und nördlichsten Abschnitt des Ostufers am Großen Ostersee ausgewiesen wurden. Auch durch Begrenzung der (gebührenpflichtigen) Parkplätze konnte mittlerweile der Besucherzustrom auf unter 5000 Personen selbst an Spitzentagen reduziert werden. Informationstafeln an den Eingängen zum Naturschutzgebiet zeigen den Verlauf der öffentlichen Wanderwege um die Seen und die genaue Lage der zum Schwimmen freigegebenen Uferbereiche, geschützte Bereiche wurden zudem teilweise eingezäunt.

## Geomorphologie

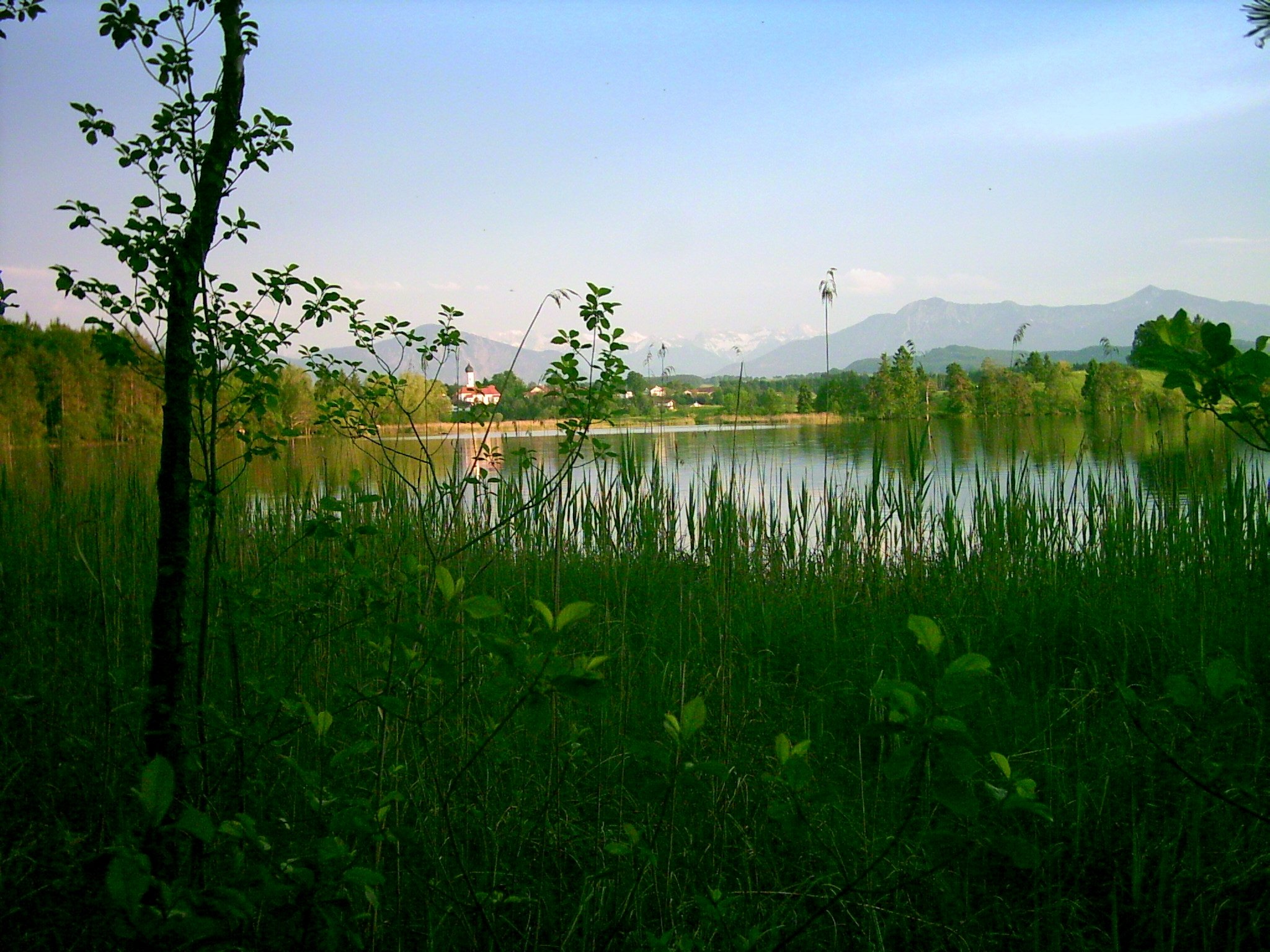
Fohnsee mit Iffeldorf

Die Eiszerfallslandschaft der Osterseen gilt als eine der vielfältigsten und lehrreichsten im nördlichen Alpenvorland, da dort verschiedene typische Landschaftsformen der glazialen Serie auf engem Raum und in eindrucksvoller Ausprägung ausgebildet sind.
Die Toteisseen der Osterseegruppe entstanden am Ende der letzten Eiszeit vor etwa 17.000 Jahren, als zahlreiche Eisblöcke von der Hauptzunge des abschmelzenden Isar-Loisach-Gletschers abgeschnitten wurden. Diese sogenannten Toteisblöcke wurden anschließend durch die sand- und geröllhaltigen Ablagerungen des Schmelzwassers bedeckt, was das Abschmelzen der Blöcke verlangsamte. Als diese schließlich abgeschmolzen waren, blieben die trichterförmigen Becken (Toteislöcher) zurück, die mit Schmelz- und Regenwasser, überwiegend aber von kalkreichem Grundwasser aufgefüllt und dadurch zu Toteisseen wurden. Insbesondere die Blaue Gumpe ist ein anschauliches Beispiel für einen Quelltopf, über den der große Ostersee mit Grundwasser aufgefüllt wird.

Entstehung eines Toteissees (Die Auffüllung durch Grundwasser ist nicht gezeigt.)

Auch die einzelnen Hügel und Hügelketten, welche die Landschaft der Osterseen wie auch des gesamten nördlichen Alpenvorlands prägen, sind in Folge der Vergletscherung entstanden und gehören daher zur glazialen Serie. So werden in einem Gletscher nicht nur Eis, sondern auch große Mengen an Gesteinsmaterial mitgeführt, welches der Gletscher zuvor aus dem Gebirge sowie dem Gebirgsvorland ausgeschürft hat. Schmilzt der Gletscher, so bilden sich auf seiner Oberfläche und unterhalb des Gletschers Schmelzwasserströme, welche den eingelagerten Schotter mitreißen können. Die Ströme laden diese fluvioglazialen Sedimente am Rand oder unterhalb der Gletscherzunge in Form von Moränenwällen ab, die u. a. als Oser bezeichnet werden. Gleichzeitig wurden Spalten auf dem Gletscher durch von den Schmelzwasserströmen des zurückweichenden Hauptgletschers herantransportierte Schottermassen verfüllt, wodurch sich nach dem Abtauen die Kames bildeten, welche ebenso das Landschaftsbild rund um die Osterseen prägen.
Für eine detailliertere Beschreibung der Entstehungsgeschichte der Landschaften südlich von München sei auf den Artikel zum Alpenvorland verwiesen.
Der hohe Kalkgehalt der quartären Schotter mit sandigen und geröllhaltigen Lehmen prägt die Bodentypen im Bereich der Seen. Es finden sich Pararendzinan, Braunerden, Parabraunerden, Pseudogleye und Gleye, wobei letztere überwiegen, da das Grundwasser fast überall im Gebiet oberflächennah ansteht. Im weiteren Verlauf verlandeten Teile der Seen und Sölle. Weil der Boden dieser Randgebiete aber immer noch eine hohe Feuchtigkeit aufwies, bildeten sich Anmoor-, Niedermoor- und Hochmoorböden, durch die das Gebiet von oberirdischen Zuflüssen weitestgehend isoliert wird. Das Seesediment weist ebenfalls einen hohen Karbonatgehalt auf; durch die Calcitfällung liegen dort reine Seekreiden von teilweise großer Mächtigkeit vor.

## Hydrogeologie

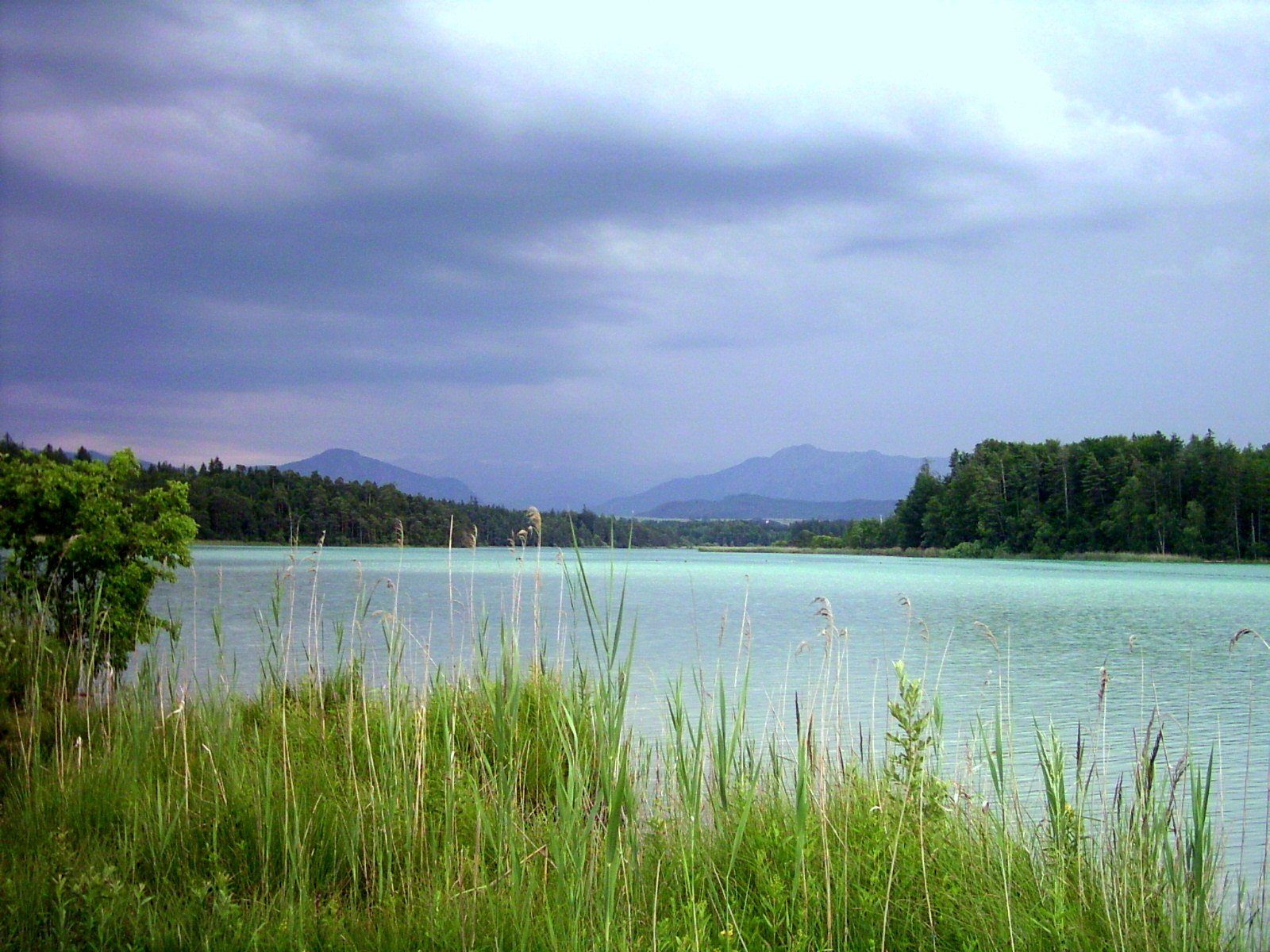
Großer Ostersee, Gewitterabend am Nordende, Blick nach Süden

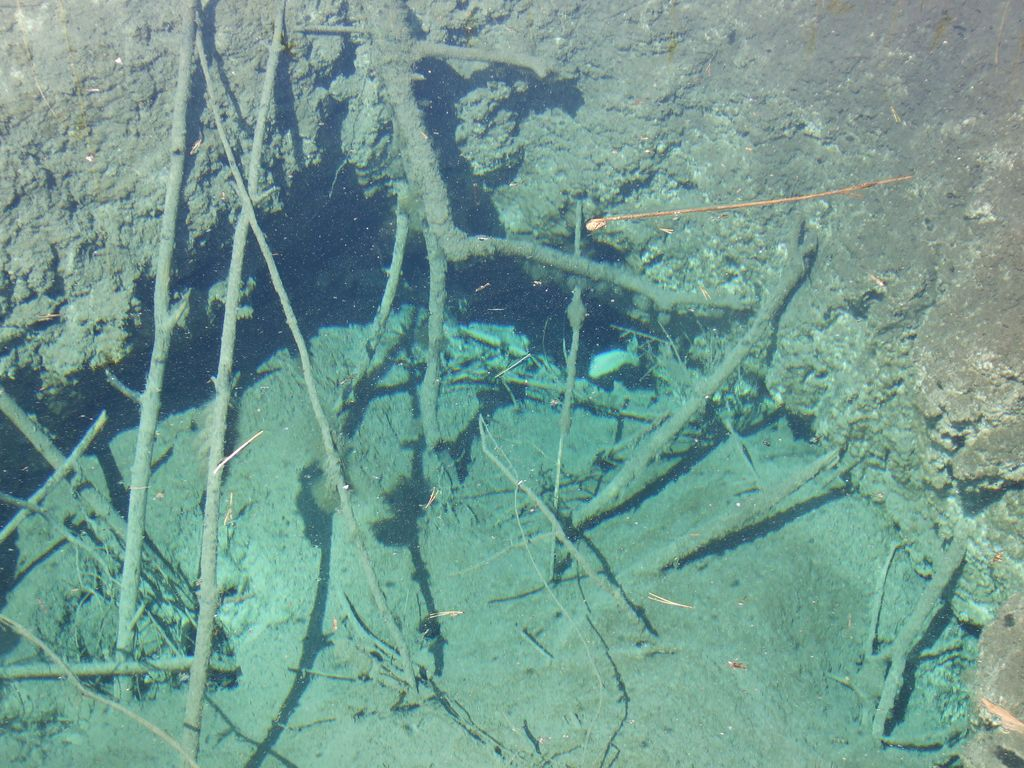
Quelltrichter am Westufer des Großen Ostersees

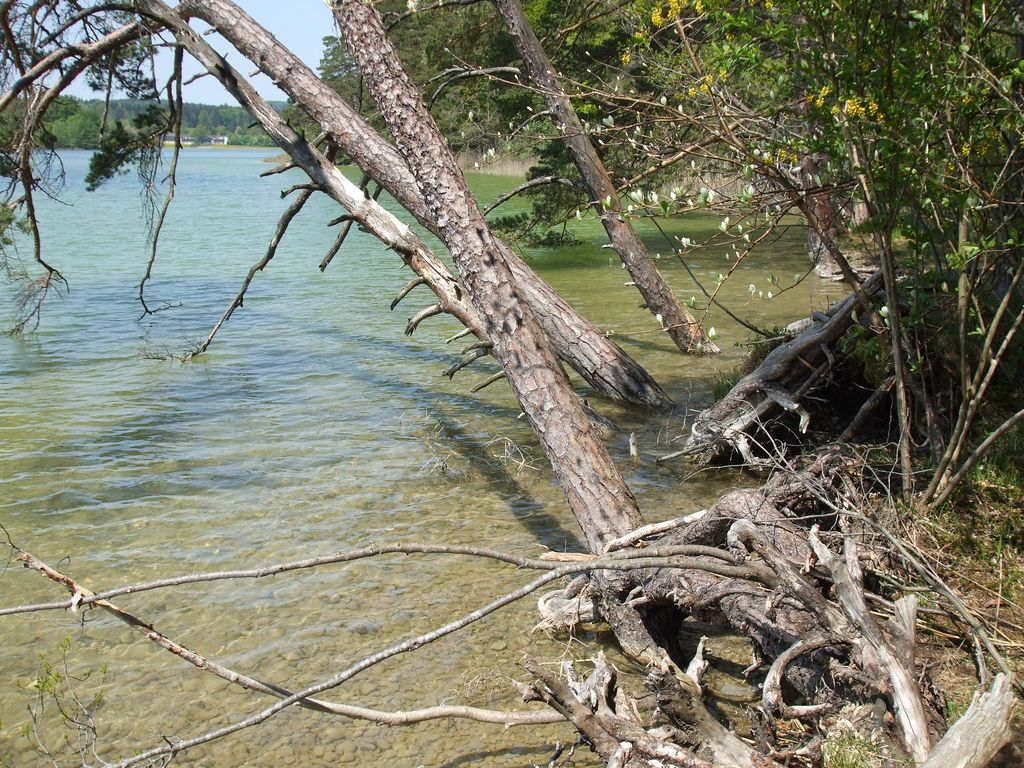
Szenerie am Westufer des Großen Ostersees

Die durch die Ostersee-Ach (Ach) und natürliche Kanäle verbundene Hauptkette der Osterseen wird dem Geländegefälle folgend von Süden nach Norden durchströmt und mündet östlich von Seeshaupt auf 584 m ü. NHN in den Starnberger See. Die Ostersee-Ach hat ein Einzugsgebiet von 5.750 ha und eine durchschnittliche Wasserführung von 1,02 m³/s an der Mündung. Am Anfang dieser Kette liegt auf 594 m über NN der Waschsee, es folgen von Süd nach Nord: Schiffhüttensee, Sengsee, Wolfelsee, Fohnsee, Großer Ostersee, Östlicher und Westlicher Breitenauersee, Ameissee, Stechsee, Lintensee, Gröbensee, Gartensee und Ursee. In diese Hauptseenkette entwässert der westlich des Gröbensees gelegene Lustsee. Eine Seitenkette, die vom Fischkaltersee über den Bräuhaussee und den Eishaussee von Osten nach Westen durchflossen wird, mündet am Fohnsee in die Hauptkette. Der Herrensee ist durch einen Kanal, dessen Strömung zum Fischkaltersee gerichtet ist, mit dieser Seitenkette verbunden.
Die Seen speisen sich durch Grundwasser aus einer ganzen Reihe von Quelltrichtern (Limnokrenen) und diffusen Zutritten, die hauptsächlich im südlichen Bereich am oder im Wasch-, Schiffhütten-, Seng- und Großen Ostersee liegen. Weitere Grundwasserzutritte befinden sich am Herren-, Westlichen Breitenauer-, Stech- und Lustsee (siehe Karte), wobei speziell die Quellen des letzteren eine starke Schüttung aufweisen. Auffällig ist, dass die südlichen Quelltrichter auf einer von Nordwest nach Südost verlaufenden Achse liegen. Dieses Phänomen ist durch eine Härtlingsschwelle im Untergrund zu erklären: Das Südende des Osterseengebiets liegt an einem aus tertiärgeologischer Sicht markanten Punkt, nämlich genau am geologisch definierten Nordende der Alpen. An dieser Grenzlinie trifft die Faltenmolasse auf die ungefaltete Vorlandmolasse, die Härtlingsschwelle besteht hier aus den widerstandsfähigsten Gesteinsschichten des aufgestülpten Südendes der ungefalteten tertiären Molasse. Die Aufstülpung entstand durch die Schubkraft der bei der Entstehung der Alpen gebildeten Faltenmolasse und widerstand wegen ihres harten Gesteins der Abtragung durch pleistozäne Gletscherbewegungen sowie spätere periglaziale Prozesse. Das zuströmende Grundwasser aus den im Süden des Gebiets liegenden Schotterfeldern staut sich an dieser Barriere und wird gezwungen, das Hindernis zu überströmen. In den durch die glaziale Erosion entstandenen Toteiskesseln findet es einen Weg ins Freie und füllt die Seen. Dieser Zustrom von sommerkaltem und winterwarmem Grundwasser prägt die thermische Situation der Seen nachhaltig.

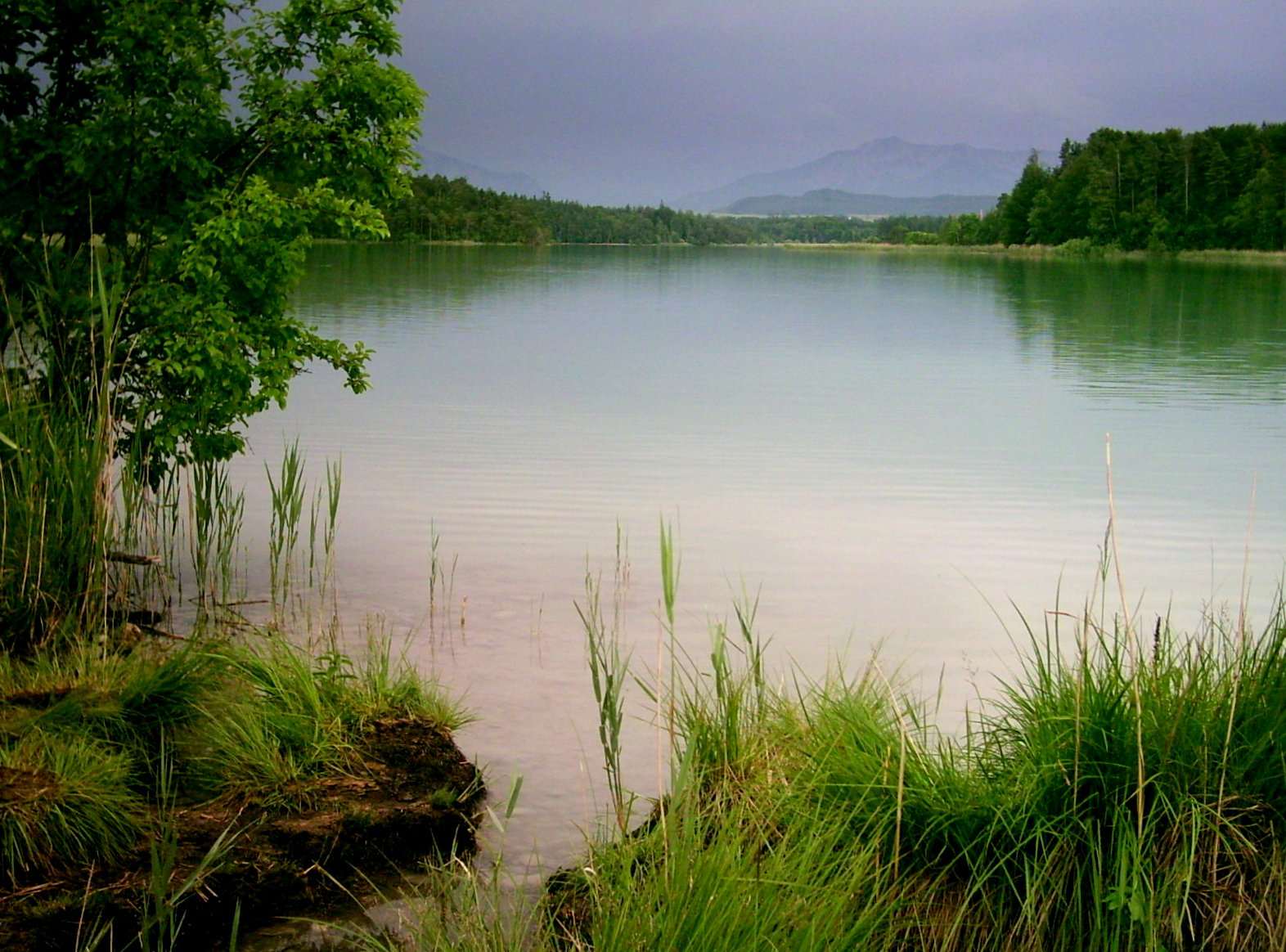
Gewitterstimmung am Nordende des Großen Ostersees, Blick nach Süden

Ursprünglich gehörten alle Osterseen dem kalk-oligotrophen Gewässertypus (oligotrophe Hartwasserseen) an, für die eine große Sichttiefe von zehn und mehr Metern selbst im Sommer typisch ist, was mit dem geringen Nährstoffgehalt zusammenhängt. Die in jüngster Zeit durch menschliche Einflüsse bedingte Belastung des Grundwassers im Einzugsbereich der Seen führte vor allem im Süden des Gebiets zu einer Eutrophierung der Gewässer, es bildete sich ein deutlicher Nährstoffgradient im Verlauf der Kette. Nur der Lustsee blieb in einem nahezu unbelasteten Zustand erhalten; an ihm lässt sich der ursprüngliche Zustand aller Osterseen weitgehend im Urzustand studieren. Somit zeigen die Osterseen ein breites Spektrum von Seentypen auf engem Raum, obwohl die einzelnen Seen durch ihre gemeinsame Entstehungsart eine verwandte Geomorphologie aufweisen und alle den gleichen klimatisch bedingten Umweltveränderungen ausgesetzt sind. Die große Vielfalt der hydrologischen und chemischen Eigenschaften bietet eine optimale Basis für vergleichende gewässerkundliche Studien, weshalb die TU München 1986 in Iffeldorf eine limnologische Forschungsstation eingerichtet hat.
Generell lässt sich sagen, dass die Wasserqualität in den Osterseen seit dem 1982 erfolgten Anschluss der Gemeinde Iffeldorf mit dem Weiler Staltach an das Penzberger Abwassernetz relativ gut ist – mit Tendenzen zu weiterer Erholung. Die Belastung der Seen nimmt dabei mit zunehmender Entfernung von Iffeldorf und den intensiv landwirtschaftlich genutzten Flächen im Süden ab und ist am geringsten in den Nördlichen Osterseen. Die höchsten Nitrat- und Phosphatwerte werden im Wasch- und Schiffhüttensee gemessen; diese haben daraus resultierend auch den höchsten Anteil an Phytoplankton.

## Flora und Fauna

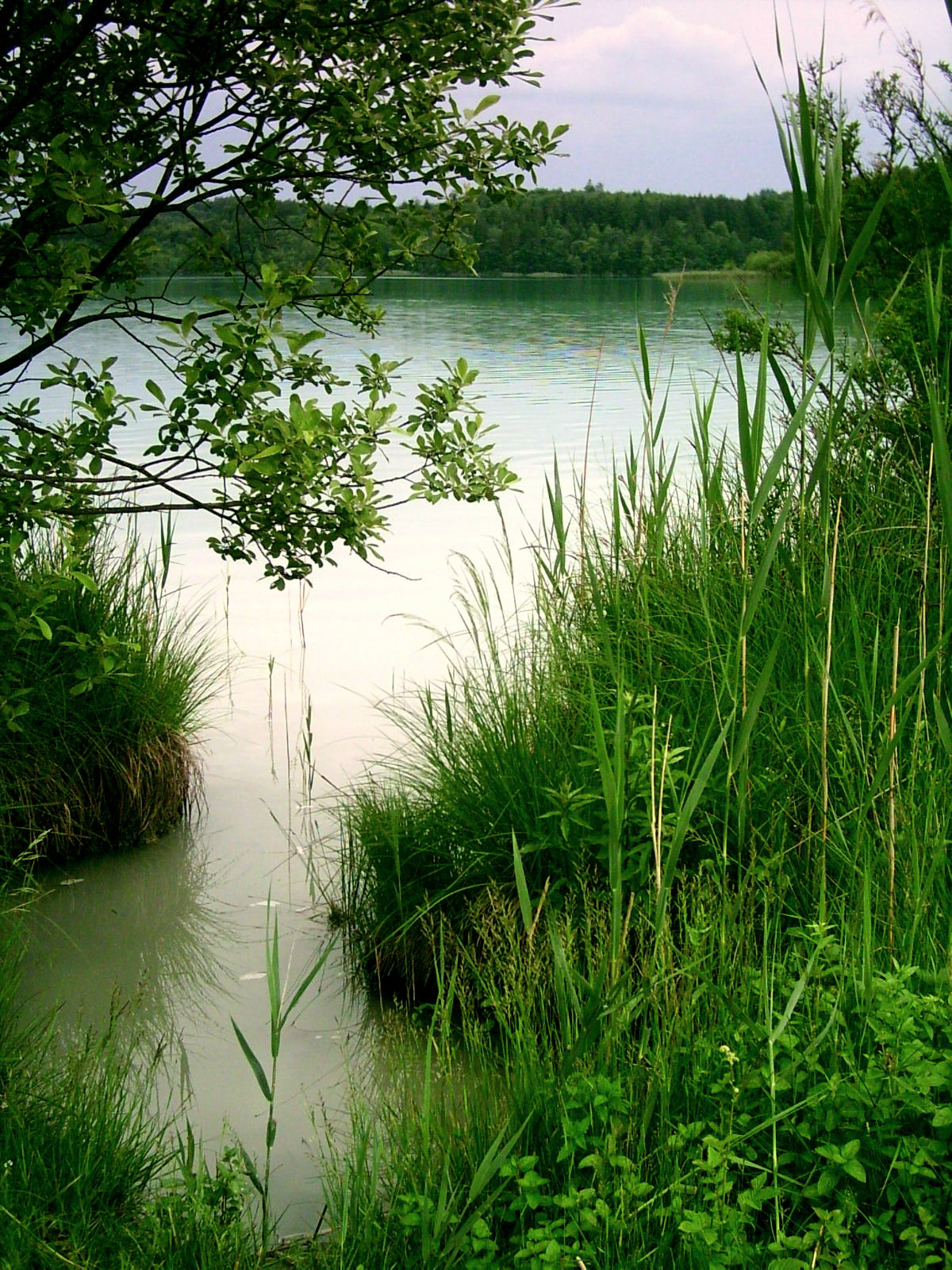
Am Nordende des Großen Ostersees, Blick nach Südwesten

Für an Tier- und Pflanzenarten Interessierte bietet das Naturschutzgebiet eine Vielzahl seltener Studien- und Beobachtungsmöglichkeiten.

### Pflanzen
Die Flora des Osterseengebietes zeichnet sich durch große Artenvielfalt aus; auch einige bedrohte Arten finden hier ein Refugium.
In den Gewässern selbst und darum herum gedeihen die verschiedensten Arten von Algen (u. a. Kieselalgen mit den zentrischen Formen Cyclotella comta und C. comensis und pennaten Formen wie Synedra acus, S. angustissima, Asterionella formosa und Fragilaria crotonensis; Dinophyceae wie Gymnodinium helveticum, Ceratium hirundinella, C. cornutum und Peridinium bipes; Chlorophyceae wie Eutetramorus fottii, Phacotus lendneri, Quadrigula lacustris, Cruzigenia quadrata und Oocystris parva; Cyanobakterien wie Planktothrix rubescens) sowie blühende Wasser- und Sumpfpflanzen. Die Zusammensetzung der Flora variiert von See zu See je nach Biotopgegebenheiten. Eine botanische Besonderheit ist der außerordentliche Reichtum an teilweise extrem seltenen Wasserschlaucharten in der Seenkette, so unter anderem Utricularia australis, Utricularia intermedia und Utricularia minor. Weitere vorkommende Arten von frei treibenden Makrophyten sind unter anderem: Kleine Wasserlinse (Lemna minor), Froschbiss (Hydrocharis morsus-ranae) und Raues Hornblatt (Ceratophyllum demersum). Die am Grund wurzelnden Wasserpflanzen sind vertreten mit gut einem halben Dutzend verschiedener Armleuchteralgen (Characeen), der Wasserpest (Elodea spec.), dem Tannenwedel (Hippuris vulgaris), einer Nixenkraut-Art (Najas spec.), verschiedenen Arten von Laichkraut (Potamogeton spec.), dem Teichfaden (Zannichellia palustris), dem Ährigen Tausendblatt (Myriophyllum spicatum), dem Quirligen Tausendblatt (M. verticillatum) und dem Spreizenden Wasserhahnenfuß (Ranunculus circinatus).

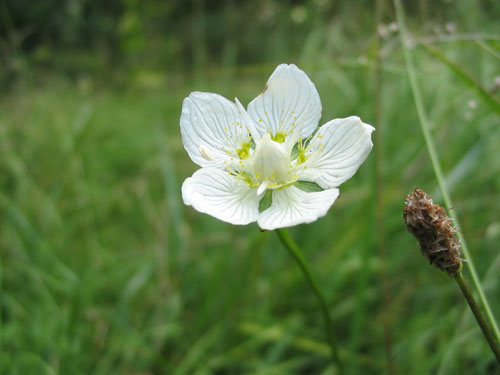
Sumpf-Herzblatt, eine besonders seltene Art

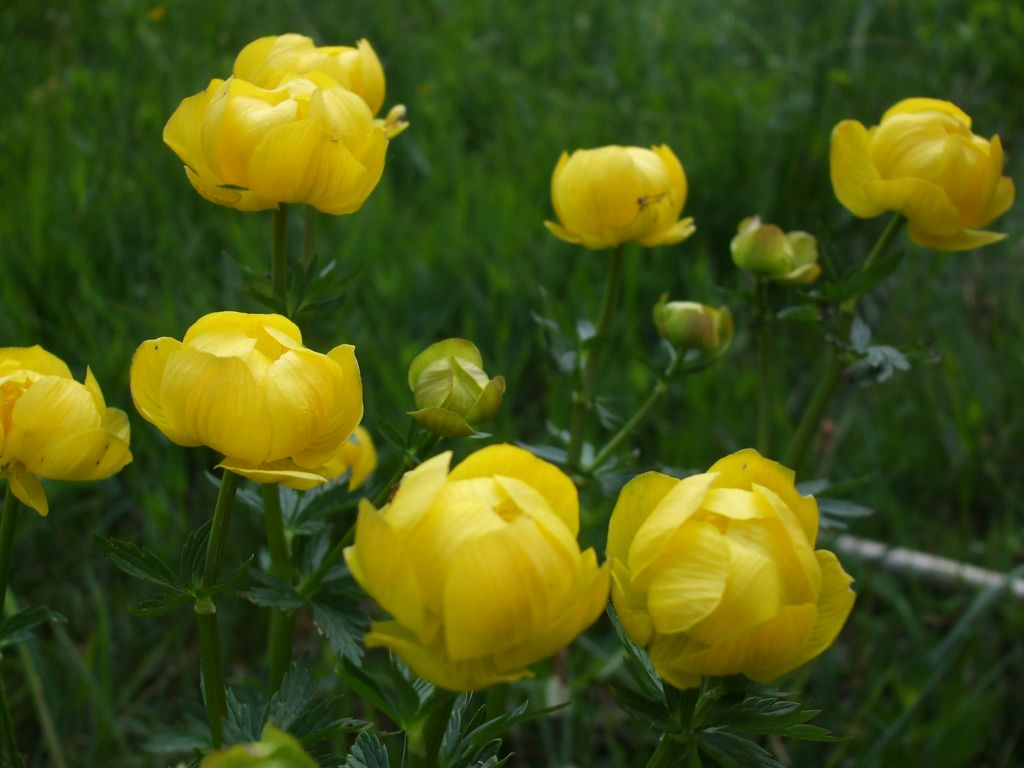
Trollblume am Südufer des Großen Ostersees

Besonders artenreich präsentieren sich die Amphiphyten mit Straußgras (Agrostis spec.), verschiedenen Binsen (Juncus spec.) und einer Rasenbinsenart (Trichophorum spec.), Wasserminze (Mentha aquatica), Sumpf-Vergissmeinnicht (Myosotis scorpioides), Brunnenkresse (Nasturtium officinale), Wasser-Knöterich (Persicaria amphibia), Pfeilkraut (Sagittaria sagittifolia), Teichsimse (Schoenoplectus lacustris), Ästigem Igelkolben (Sparganium erectum), Blauem Wasser-Ehrenpreis (Veronica anagallis-aquatica), Bachbunge (Veronica beccabunga) und weiteren Arten.
Von den Helophyten finden sich neben anderen Schneidried (Cladium mariscus), Fieberklee (Menyanthes trifoliata), Schilf (Phragmites australis) und Rohrkolben (Typha spec.). Die Schilfränder und die Verbindungen zwischen den Seen sind Standorte der Weißen See- und der Gelben Teichrose (Nymphaea alba und Nuphar lutea).
Die mageren Feuchtwiesen und Halbtrockenrasen sind je nach Jahreszeit bewachsen mit Trollblumen (Trollius europaeus), Mehlprimeln (Primula farinosa), Sumpf-Herzblatt (Parnassia palustris), Frühlings-Enzian (Gentiana verna), Wiesen-Salbei (Salvia pratensis), Wiesen-Bocksbart (Tragopogon pratensis), Bergflockenblume (Centaurea montana), Lichtnelken (Silene spec.), Mädesüß (Filipendula ulmaria), Fieberklee (s. o.), Gilb- (Lysimachia vulgaris) und Blutweiderich (Lythrum salicaria), Wollgras (Eriophorum spec.), Binsen (Juncus spec.), Pfeifengras (Molinia caerulea) und Schlüsselblumen (Primula spec.). Auch Kleiner Wiesenknopf (Sanguisorba minor), Silberdisteln (Carlina acaulis) und Orchideen wie die Sumpf-Stendelwurz (Epipactis palustris) und Knabenkraut (Orchis/Dactylorhiza spec.) kommen vor. An besonders nährstoffarmen Standorten ergänzen das fleischfressende Fettkraut (Pinguicula spec.) und Sonnentau (Drosera spec.) ihren Bedarf an Stickstoff mit dem Fang von Insekten.
In der Krautschicht des Laubwaldes um die Seen herrschen ideale Bedingungen für die seltene, filigrane Ästige Graslilie (Anthericum ramosum).

### Tiere
Durch die Vielzahl von auf engem Raum vernetzten Biotopen weist das Naturschutzgebiet Osterseen eine artenreiche und faszinierende Fauna auf. Neben eher „gewöhnlichen“ Tieren leben hier auch einige, die in Deutschland auf der Roten Liste geführt werden.

#### Insekten
Das Nektar- und Futterpflanzenangebot im Naturschutzgebiet ist sehr reichhaltig und führt zu einem großen Artenreichtum an Insekten. Neben Bienen gibt es auch viele Schmetterlinge, Libellen und Schwebfliegen, bei den Köcherfliegenarten finden sich sogar einige, die in anderen Gegenden Bayerns nicht oder nur sehr selten auftreten. Von den anzutreffenden Tagfaltern gehören der Skabiosen-Scheckenfalter (Euphydryas eurinia) und das Moor-Wiesenvögelchen (Coenonympha tullia) zu den in Deutschland stark gefährdeten Arten. Unter den vorkommenden Libellenarten werden mehrere in der Roten Liste geführt, besondere Aufmerksamkeit verdient die als Relikt aus postglazialer Zeit geltende Sibirische Winterlibelle (Sympecma paedisca). Auch wurden über 50 Arten von Schwimm- und Wasserkäfern gezählt.

#### Amphibien
Von den zwanzig in Bayern auftretenden Arten von Amphibien kommen acht in diesem Gebiet vor, vier davon sind gefährdete Arten.
Neben Grasfrosch (Rana temporaria), Laubfrosch (Hyla arborea) und Wasserfröschen (Pelophylax esculentus-Komplex) gibt es kleinere Bestände von Bergmolchen (Ichthyosaura alpestris), Erdkröten (Bufo bufo) und Gelbbauchunken (Bombina variegata). Die Amphibienbiotope sind dadurch besonders hochwertig, dass hier Überwinterungsplätze, Laichgewässer und Sommerlebensräume als Habitatkomplexe eng miteinander verzahnt sind.

#### Reptilien
Das Wegegebot im Naturschutzgebiet sollte unbedingt beachtet werden, nicht nur zum Schutz der Natur, sondern auch zur eigenen Sicherheit, da das Gebiet reich an Kreuzottern (Vipera berus) ist. Außerdem kommen von den Reptilien an den Osterseen Blindschleichen (Anguis fragilis), Berg- und Zauneidechsen (Zootoca vivipara und Lacerta agilis) sowie Ringelnattern (Natrix natrix) vor.

#### Vögel

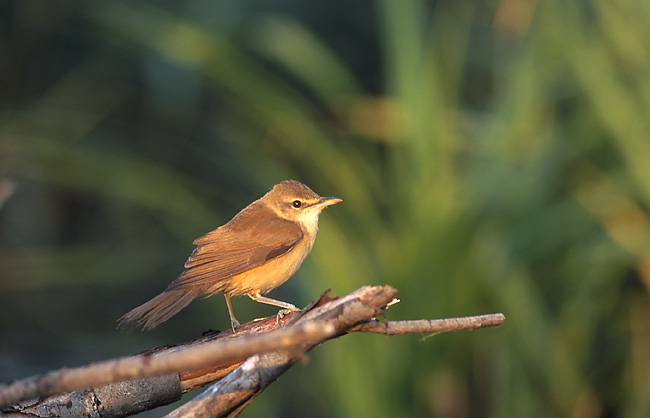
Drosselrohrsänger

Durch Feucht- und Streuwiesen, große Mischwald- und Wasserflächen ist das Naturschutzgebiet ungewöhnlich reich an Vögeln, von denen Grün- und Buntspecht (Picus viridis und Dendrocopos major) sowie der Haubentaucher (Podiceps cristatus) beispielhaft zu nennen sind. Im Bereich der Schilf-Röhrichte ist noch der seltene Drosselrohrsänger (Acrocephalus arundinaceus) anzutreffen. Andere im Gebiet in letzter Zeit beobachtete Arten waren Schilfrohrsänger (Acrocephalus schoenobaenus), Rohrweihe (Circus aeruginosus), Kanadagans (Branta canadensis), Haubenmeise (Lophophanes cristatus), Fluss-Seeschwalbe (Sterna hirundo), Stieglitz (Carduelis carduelis), Hausrotschwanz (Phoenicurus ochruros), Gimpel (Pyrrhula pyrrhula) und Blässhuhn (Fulica atra). Umstritten ist der Einfluss der zugewanderten Kormorane (Phalacrocorax carbo) auf die Fischbestände.

#### Fische
Die Seen weisen auch einen vielfältigen Fischbestand auf; dominiert wird dieser durch die Renke (Maräne; Coregonus spec.). Bewirtschaftet werden die Seen durch den Münchener Fischereiverein „Die Gesplißten e. V.“.

## Gliederung und Größe der Seen
| Karte der Osterseen | Karte der Osterseen                                   | Karte der Osterseen                                   | Karte der Osterseen                                   | Karte der Osterseen                                   | Karte der Osterseen                                   | Karte der Osterseen                                   | Karte der Osterseen                                   | Karte der Osterseen                                   |
| Nr. | Name                                                  | Bild                                                  | Fläche (ha)                                           | Volumen (m³)                                          | Länge (m)                                             | Breite (m)                                            | max. Tiefe (m)                                        | mittl. Tiefe (m)                                      |
| Südliche Osterseen (Oberseen): Iffeldorfer Seengruppe | Südliche Osterseen (Oberseen): Iffeldorfer Seengruppe | Südliche Osterseen (Oberseen): Iffeldorfer Seengruppe | Südliche Osterseen (Oberseen): Iffeldorfer Seengruppe | Südliche Osterseen (Oberseen): Iffeldorfer Seengruppe | Südliche Osterseen (Oberseen): Iffeldorfer Seengruppe | Südliche Osterseen (Oberseen): Iffeldorfer Seengruppe | Südliche Osterseen (Oberseen): Iffeldorfer Seengruppe | Südliche Osterseen (Oberseen): Iffeldorfer Seengruppe |
| --- | ----------------------------------------------------- | ----------------------------------------------------- | ----------------------------------------------------- | ----------------------------------------------------- | ----------------------------------------------------- | ----------------------------------------------------- | ----------------------------------------------------- | ----------------------------------------------------- |
| 1 | Waschsee                                              |                                                       | 0,85                                                  | 25.600                                                | 125                                                   | 65                                                    | 5,4                                                   | 3,0                                                   |
| 2 | Schiffhüttensee                                       |                                                       | 1,17                                                  | 40.800                                                | 138                                                   | 96                                                    | 6,6                                                   | 3,5                                                   |
| 3 | Sengsee                                               |                                                       | 5,45                                                  | 387.900                                               | 343                                                   | 266                                                   | 14,6                                                  | 7,1                                                   |
| 4 | Wolfelsee                                             |                                                       | 1,06                                                  | 32.600                                                | 156                                                   | 85                                                    | 5,8                                                   | 3,1                                                   |
| 5 | Fohnsee                                               |                                                       | 21,19                                                 | 2.298.300                                             | 680                                                   | 440                                                   | 23,7                                                  | 10,8                                                  |
| 6 | Helgraben                                             |                                                       | 0,26                                                  | 4.000                                                 | 65                                                    | 56                                                    | 2,3                                                   | 1,3                                                   |
| 7 | Brückensee                                            |                                                       | 1,55                                                  | 43.400                                                | 150                                                   | 120                                                   | 4,8                                                   | 2,8                                                   |
| Südliche Osterseen (Oberseen): Staltacher Seengruppe |                                                       |                                                       |                                                       |                                                       |                                                       |                                                       |                                                       |                                                       |
| 8 | Herrensee (früher: Staltacher Schiffhüttensee)        |                                                       | 3,00                                                  | 260.000                                               | 230                                                   | 153                                                   | 10,7                                                  | 8,7                                                   |
| 9 | Fischkaltersee                                        |                                                       | 3,28                                                  | 191.800                                               | 273                                                   | 147                                                   | 11,4                                                  | 5,8                                                   |
| 10 | Bräuhaussee                                           |                                                       | 5,11                                                  | 295.100                                               | 300                                                   | 184                                                   | 12,5                                                  | 5,8                                                   |
| 11 | Forchensee                                            |                                                       | 0,92                                                  | 30.000                                                | 107                                                   | 104                                                   | 8,2                                                   | 3,3                                                   |
| 12 | Eishaussee                                            |                                                       | 7,69                                                  | 511.300                                               | 382                                                   | 284                                                   | 19,1                                                  | 6,6                                                   |
| Mittlere- oder Osterseegruppe |                                                       |                                                       |                                                       |                                                       |                                                       |                                                       |                                                       |                                                       |
| 13 | Großer Ostersee                                       |                                                       | 117,63                                                | 14.000.000                                            | 2.150                                                 | 830                                                   | 29,7                                                  | 11,9                                                  |
| 14 | Östlicher Breitenauer See                             |                                                       | 2,39                                                  | 160.000                                               | 223                                                   | 138                                                   | 15,6                                                  | 6,7                                                   |
| 15 | Westlicher Breitenauer See                            |                                                       | 6,09                                                  | 352.600                                               | 475                                                   | 375                                                   | 17,1                                                  | 5,8                                                   |
| 16 | Ameissee                                              |                                                       | 3,76                                                  | 346.700                                               | 436                                                   | 160                                                   | 18,9                                                  | 9,2                                                   |
| Nördliche Osterseen (Unterseen, Seeshaupter Seengruppe) |                                                       |                                                       |                                                       |                                                       |                                                       |                                                       |                                                       |                                                       |
| 17 | Stechsee                                              |                                                       | 7,54                                                  | 486.800                                               | 670                                                   | 244                                                   | 15,2                                                  | 6,5                                                   |
| 18 | Lintensee                                             |                                                       | 0,30                                                  | 8.400                                                 | 75                                                    | 72                                                    | 4,7                                                   | 2,8                                                   |
| 19 | Gröbensee                                             |                                                       | 6,07                                                  | 353.800                                               | 538                                                   | 240                                                   | 15,2                                                  | 5,8                                                   |
| 20 | Kleiner Gartensee                                     |                                                       | 0,40                                                  | 12.000                                                | 150                                                   | 54                                                    | 8,1                                                   | 3,0                                                   |
| 21 | Großer Gartensee                                      |                                                       | 7,46                                                  | 371.100                                               | 434                                                   | 300                                                   | 13,7                                                  | 5,0                                                   |
| 22 | Ursee                                                 |                                                       | 2,21                                                  | 111.500                                               | 212                                                   | 160                                                   | 11,8                                                  | 5,0                                                   |
| 23 | Lustsee                                               |                                                       | 5,92                                                  | 389.400                                               | 426                                                   | 245                                                   | 18,0                                                  | 6,6                                                   |
| Frechensee * |                                                       |                                                       |                                                       |                                                       |                                                       |                                                       |                                                       |                                                       |
| 24 | Frechensee *                                          |                                                       | 12,21                                                 | 262.000                                               | 500                                                   | 300                                                   | 7,8                                                   | 2,1                                                   |
| * Der Frechensee gehört nicht zur Gruppe der eigentlichen Osterseen, er liegt 250 m westlich des Lustsees sowie mit 591 m drei Meter höher als dieser, von diesem durch Bahnlinie und Straße getrennt, ist jedoch als dritter Teil in das Naturschutzgebiet Osterseen miteinbezogen. |                                                       |                                                       |                                                       |                                                       |                                                       |                                                       |                                                       |                                                       |

## Inseln

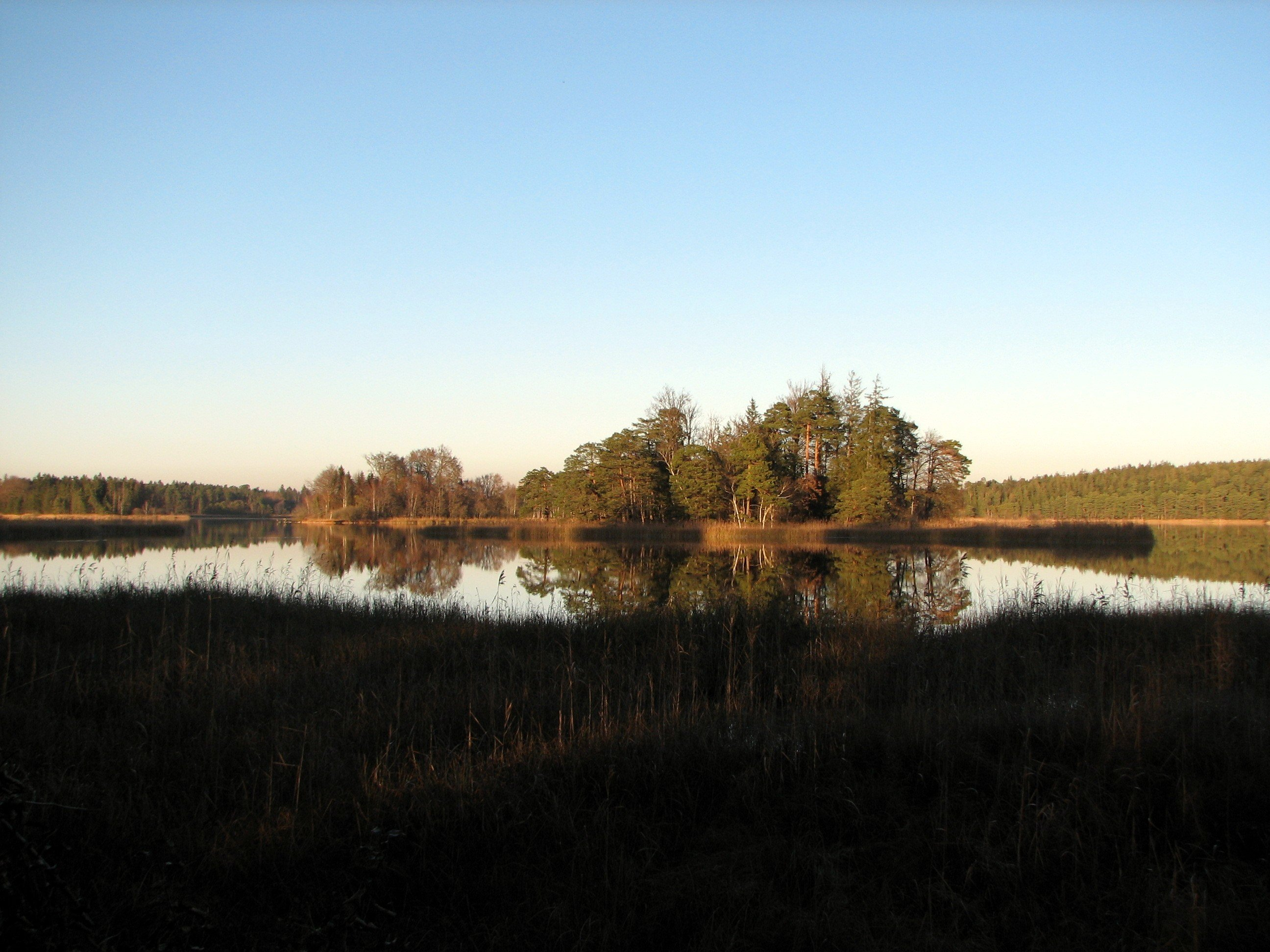
Schwaigerinsel

Großer Ostersee (Inseln von Nord nach Süd)
- Holzau (6,1 ha, Abgrenzung gegen die Breitenauerseen, reicht an mehreren Stellen bis auf wenige Meter an das Ufer heran bzw. ist mit diesem wegen Verlandung fast verbunden)
- Marieninsel (2,3 ha, 440 m lang in Nord-Süd-Richtung, bis 80 m breit), ein Os, früher Aubügel genannt,[14] auf dieser Insel befindet sich ein Privathaus
- Steigerinsel (0,45 ha), früher Putzen Eila[14]
- Roseninsel, nicht zu verwechseln mit der bekannteren Roseninsel im Starnberger See (0,013 ha oder 130 m², eigentlich zwei Inselchen, die größere mit 100 m² und wenige Meter südwestlich davon eine mit 30 m²)
- Schwaigerinsel (0,75 ha, 40 Meter vom Westufer entfernt)

Frechensee
- Insel rund 20 m vom Nordufer (0,09 ha)
- Insel rund 25 m vom Westufer (0,13 ha)

## Literatur

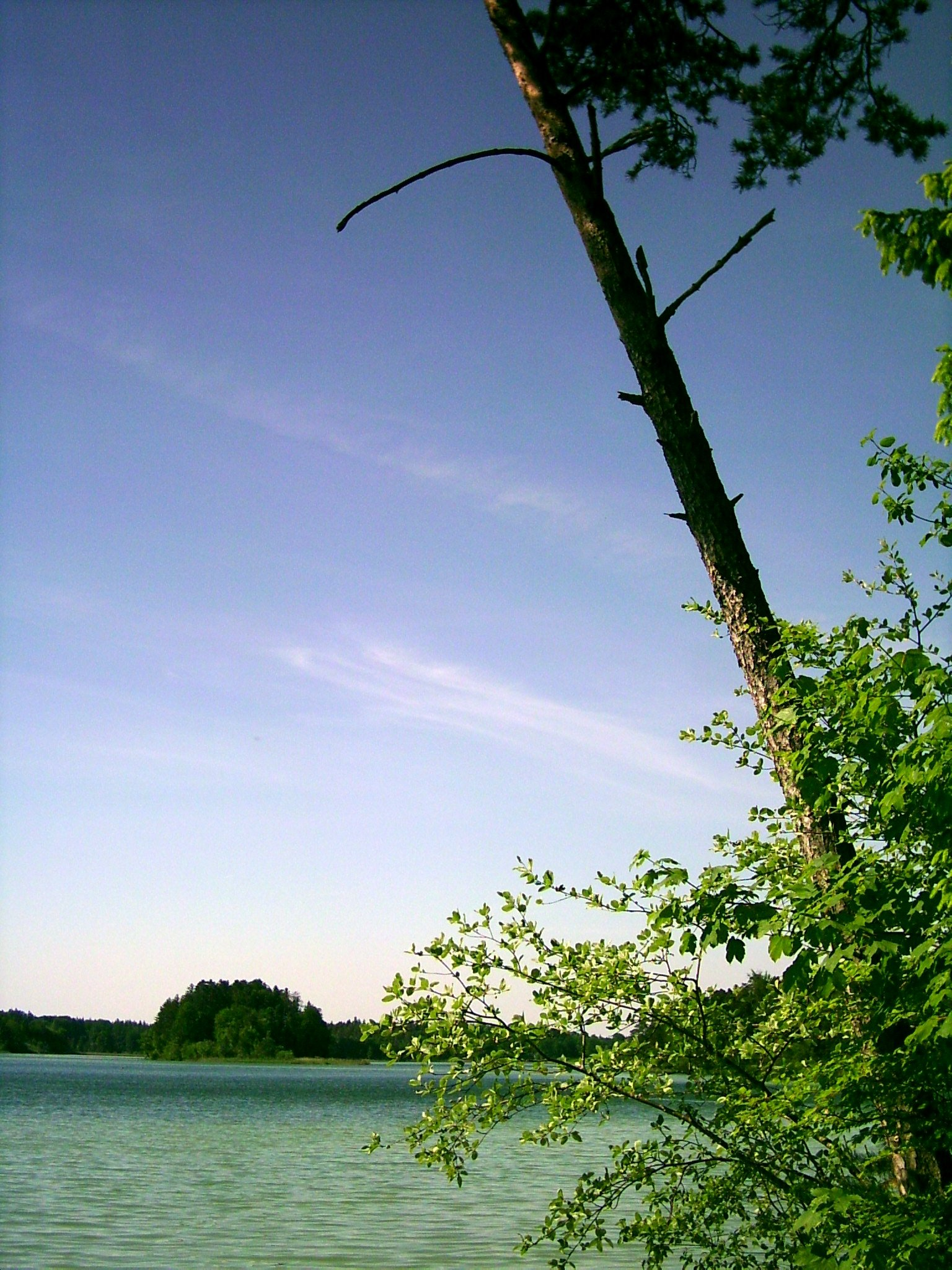
Am Großen Ostersee